# Baradla
Baradla (wę. Baradla barlang) – największa jaskinia krasowa Węgier i Krasu Słowackiego, w zespole jaskiń Aggtelek-Domica.
Baradla jest jedną z najbardziej znanych jaskiń świata.
W jaskini występuje bardzo bogata szata naciekowa.